# Metoxi-polietilenglicol epoetina beta
La metoxipolietilenglicol-epoetina beta, vendida bajo la marca Mircera, es un medicamento activador del receptor de eritropoyetina de acción prolongada (CERA). es utilizado para tratar la anemia debido a la enfermedad renal crónica (ERC). Se administra mediante inyección. Los niveles de hemoglobina no deben aumentar por encima de 13 g/dL.
Metoxi-polietilenglicol epoetina beta es el primer activador continuo de los receptores de eritropoyetina (abreviados AEE) modificado químicamente. Permite el control estable y sostenido de la hemoglobina con una sola dosis mensual (cada 4 semanas) en tratamiento de mantenimiento para distintos grupos de pacientes con ERC y anemia, independientemente de la edad, el sexo, la raza, las comorbilidades, el estadio de la ERC o la frecuencia de administración previa de agentes estimuladores de la eritropoyesis.
Los efectos secundarios comunes incluyen presión arterial alta y diarrea. Otros efectos secundarios pueden incluir eritema multiforme, anafilaxia, convulsiones y empeoramiento de los resultados en personas con cáncer. Es un agente estimulante de la eritropoyesis (AEE) y funciona de la misma manera que la eritropoyetina.

## Historia
La anemia resultante de una deficiencia relativa de eritropoyetina complica la enfermedad renal crónica (ERC). La eritropoyetina ha reducido de manera drástica la necesidad de transfusiones de sangre en pacientes con ERC. La epoetina alfa es un agente estimulante de la eritropoyesis (AEE) de primera generación que debe administrarse con frecuencia debido a su corta vida media. La metoxietilenglicol-epoetina beta es un AEE de acción más prolongada que actúa como un activador continuo del receptor de eritropoyetina y se administra una vez cada 2 a 4 semanas.
La metoxipolietilenglicol-epoetina beta fue aprobada para uso médico en los Estados Unidos y Europa en 2007. Está en la Lista de Medicamentos Esenciales de la Organización Mundial de la Salud. En el Reino Unido, 75 microgramos le cuestan al NHS aproximadamente 110 libras esterlinas a partir de 2021. Esta cantidad en Estados Unidos es de unos 220 USD.

## Farmcología
La metoxipolietilenglicol-epoetina beta es un activador continuo de los receptores de eritropoyetina. Se elabora a partir de eritropoyetina por ADN recombinante. Se produce uniendo químicamente el grupo amino N-terminal o el grupo ε-amino de cualquier lisina presente en la proteína con ácido butanóico de metoxipolietilenglicol. Es un conjugado PEGilado covalente de la epoetina beta y metoxipolietilenglicol. Se diferencia de la epoetina recombinante por la integración de un enlace amida entre el polietilenglicol-ácido butanóico y el grupo amino N-terminal o el grupo σ-amino de la lisina presente en la epoetina beta.
El peso molecular promedio es de aproximadamente 60 kDa, doble de la masa molar de la epoetina. El fármaco estimula la eritropoyesis al interactuar con el receptor de eritropoyetina en las células progenitoras de la médula ósea. Metoxi-polietilenglicol epoetina beta muestra una interacción con el receptor de eritropoyetina que difiere de la observada con la epoetina. Su menor afinidad por el receptor y una interacción más prolongada en el entorno del receptor permite una estimulación continua de la eritropoyesis. La vida media de metoxi-polietilenglicol epoetina beta es la más larga de todos los AEE, así como un mantenimiento estable a intervalos amplios de administración.

### Mecanismo de acción
Tiene una actividad de unión al receptor reducida y una disociación más rápida del receptor, en comparación con otros agentes estimulantes de la eritropoyesis (AEE), pero conserva la actividad in vivo debido a una vida media sérica prolongada. Las concentraciones clínicamente relevantes de otros AEE pueden saturar el receptor de eritropoyetina, lo que da lugar a una unión total al receptor sin provocar necesariamente una activación adicional, y debido a que los AEE más antiguos presentan vidas medias cortas, cualquier molécula no unida se elimina rápidamente sin activar al receptor. Asimismo, puesto que la respuesta de señalización intracelular se prolonga durante varios minutos una vez el ligando se ha disociado del complejo del receptor activado, no es necesaria la ocupación continua o duradera del receptor para estimular la eritropoyesis. Por consiguiente, la prolongada vida media y la actividad específica a nivel del receptor de metoxi-polietilenglicol epoetina beta contribuyen a un efecto eritropoyético más continuo que el observado con la epoetina, lo que da lugar a una mayor actividad global in vivo y corregir la anemia manteniendo concentraciones de hemoglobina estables.
Tiene una vida media in vivo de alrededor de 139 horas por administración subcutánea y 133 horas por vía endovenosa. En comparación la darbepoetina alfa tiene una vida media de alrededor de 20 horas, cuya vida media es tres veces la de la ertropoyetina natural en el cuerpo, mientras que la forma PEGilada de la darbepoetina tiene una vida media de 24 a 30 horas. La vida media de eliminación de metoxi-polietilenglicol epoetina beta tras la administración intravenosa o subcutánea es la misma, unas 20 veces más prolongada que la vida media notificada para la epoetina alfa y seis veces más prolongada que la de la darbepoetina alfa administrada por vía intravenosa.
El perfil de seguridad de metoxi-polietilenglicol epoetina beta es comparable al de otros AEE.

### Cinética de unión
Un estudio de resonancia de plasmones superficiales (SPR) demostró que las constantes de equilibrio para la metoxi epoetina beta y la epoetina-β fueron 140 y 2,9 nmol/L, respectivamente. Además, la epoetina beta se asocia al receptor de eritropoyetina con mucha más rapidez que metoxi-polietilenglicol epoetina beta. La tasa de disociación de metoxi-polietilenglicol epoetina beta de su receptor es ligeramente más rápida que la de la epoetina beta, combinado con su amplia vida media dan lugar a una estimulación continua y bien modulada de la eritropoyesis. Estos hallazgos sugieren que la diferencia en las afinidades de unión depende, básicamente, de la menor tasa de asociación de metoxi-polietilenglicol epoetina beta, lo que da lugar a una menor constante de equilibrio de disociación que con la epoetina beta.
La darbepoetina alfa también presenta una menor afinidad por el receptor de eritropoyetina que la epoetina, debido principalmente a una constante de disociación más rápida y, en menor medida, de una constante de asociación más lenta. En cambio, la reducida afinidad de unión de metoxi-polietilenglicol epoetina beta se debe básicamente a una menor tasa de asociación.
La concentración inhibidora máxima media (CI50) de metoxi-polietilenglicol epoetina beta es mucho más elevada que la de la epoetina alfa. En un ensayo de unión competitiva se demostró que, en comparación con la epoetina beta, se necesitaban concentraciones considerablemente mayores de metoxi-polietilenglicol epoetina beta para producir una inhibición similar a la unión de epoetina beta fluorescente sobre células megaloblásticas UT-7. Debido principalmente a una asociación más lenta de la metoxipolietilenglicol-epoetina beta que la epoetina beta con el receptor de eritropoyetina.

### Vida media prolongada
Metoxi-polietilenglicol epoetina beta presenta un aclaramiento reducido y una vida media prolongada en pacientes con ERC y anemia, sin tratamiento previo con AEE, que reciben diálisis peritoneal. En un estudio transversal, aleatorio y de diseño abierto con esta población, tras la administración intravenosa y subcutánea de metoxi-polietilenglicol epoetina beta, el aclaramiento fue de 0,49 y 0,90 ml/h/kg y biodisponibilidad de 52%.

### Farmacodinamia
La frecuencia de administración de metoxi-polietilenglicol epoetina beta de una vez al mes podría proporcionar un control eficaz de la anemia relacionada con la ERC. La específica actividad de metoxi-polietilenglicol epoetina beta a nivel de los receptores de eritropoyetina, junto con su larga vida media, desempeña un papel importante en el mantenimiento de niveles estables de Hb con la administración de una sola dosis al mes.

## Uso clínico
Metoxi-polietilenglicol epoetina beta está indicado para el tratamiento de la anemia relacionada con la ERC en pacientes dializados y en pacientes sin dializar. La metoxi-polietilenglicol epoetina beta una vez al mes proporciona un control estable y mantenido de la Hb en pacientes anteriormente tratados con otros AEE. Los análisis de subgrupos indicaron que la eficacia de metoxi-polietilenglicol epoetina beta es independiente de la edad, el sexo o la condición de paciente diabético.
En los estudios en fase III, los pacientes cuyos niveles de Hb se mantuvieron con otros tratamientos pudieron cambiar directamente a una sola dosis mensual de metoxi-polietilenglicol epoetina beta, independientemente de la frecuencia con que fueran administrados los tratamientos anteriores. Además, metoxi-polietilenglicol epoetina beta consiguió un aumento uniforme y sostenido de los niveles de Hb entre los diferentes tipos de pacientes, y alcanzó los valores objetivo de hemoglobina. Los estudios en fase II también demostraron que metoxi-polietilenglicol epoetina beta mantuvo los niveles de Hb dentro de un estrecho rango
(11-12 g/dl).
La capacidad de metoxi-polietilenglicol epoetina beta para corregir y mantener niveles estables de Hb en pacientes con anemia relacionada con la ERC, junto con su baja frecuencia de administración, ofrece a los pacientes una mayor estabilidad de la Hb a la vez que reduce las desventajas del tratamiento de la anemia relacionada con la ERC.

## Efectos adversos
El perfil de seguridad de metoxi-polietilenglicol epoetina beta es comparable al de otros AEE; los estudios clínicos han demostrado que la incidencia global de acontecimientos adversos y su distribución en el organismo es similar entre metoxi-polietilenglicol epoetina beta y otros AEE. En general, los estudios han demostrado que metoxi-polietilenglicol epoetina beta se tolera bien y no presenta problemas de seguridad inesperados.
El estudio de seguridad principal de metoxi-polietilenglicol epoetina beta se basó en la población de seguridad global e incluyó datos agrupados de cuatro estudios de fase II y seis de fase III con pacientes con ERC dializados y sin dializar. En total, se evaluó a 2.737 pacientes con ERC: 1.789 recibieron metoxi-polietilenglicol epoetina beta y 948, un AEE comparador: epoetina alfa, epoetina beta o darbepoetina alfa.
Los estudios han demostrado que metoxi-polietilenglicol epoetina beta se tolera bien y no presenta problemas de seguridad inesperados. La mayoría de los efectos adversos notificados con metoxi-polietilenglicol epoetina beta fueron de gravedad leve o moderada, y los más frecuentes fueron hipertensión arterial, diarrea, cefalea y nasofaringitis. La hipertensión se asocia comúnmente con el uso de ESA y es resultado de múltiples mecanismos, incluida la expansión del volumen sanguíneo, el aumento de la viscosidad sanguínea y la reversión de la vasodilatación hipóxica. Por lo tanto, la presión arterial debe controlarse de forma adecuada antes del tratamiento con metoxi-polietilenglicol epoetina beta, y también debe supervisarse a lo largo de todo el curso de tratamiento.
La incidencia de efectos secundarios graves fue ligeramente menor en el grupo de tratamiento con metoxi-polietilenglicol epoetina beta que en los grupos comparadores. La neumonía o bronquitis y el infarto de miocardio fueron los efectos graves más frecuentes notificados tanto con metoxi-polietilenglicol epoetina beta como con los comparadores.
En los ensayos clínicos con metoxi-polietilenglicol epoetina beta, aproximadamente el 27% de los pacientes con ERC, incluidos los pacientes dializados y sin dializar, requirieron un aumento del tratamiento antihipertensor. Como ocurre con otros AEE, se han observado encefalopatías hipertensivas y/o crisis epilépticas en algunos pacientes con ERC tratados con metoxi-polietilenglicol epoetina beta.
El uso de un nivel de hemoglobina objetivo de 13,5 g por decilitro, en comparación con 11,3 g/dl, se asoció con un mayor riesgo de efectos adversos, incluyendo eventos cardiovasculares, y ninguna mejora incremental en la calidad de vida.
Los anticuerpos que se unen al polietilenglicol están presentes en aproximadamente el 40% de los individuos sanos. Los anticuerpos anti-polietilenglicol (PEG) preexistentes pueden alterar la bioactividad de los fármacos pegilados con una sola cadena larga de PEG, que representan la mayoría de los medicamentos pegilados desarrollados recientemente. La metoxipolietilenglicol-epoetina beta (PEG-EPO) contiene una sola cadena de PEG de 30 kDa. Los anticuerpos humanos anti-PEG IgM e IgG preexistentes de donantes normales pueden unirse a PEG-EPO. La prevalencia y las concentraciones de anticuerpos anti-PEG IgM e IgG también fueron mayores en pacientes que respondieron mal al tratamientos con PEG-EPO. Estos anticuerpos han demostrado una reacción cruzada con todos los AEE.
La capacidad de controlar niveles elevados de hemoglobina mediante la suspensión del tratamiento con AEE es un aspecto importante en el tratamiento de la anemia. Tras la interrupción de la dosis, el tiempo que transcurrió hasta que la Hb de 14 g/dl alcanzó un nivel inferior a 13 g/dl fue de aproximadamente 4-5 semanas para metoxi-polietilenglicol epoetina beta y 4-6 semanas para epoetina o darbepoetina alfa.